# Brillantaisia bauchiensis
Brillantaisia bauchiensis är en akantusväxtart som beskrevs av Hutchinson och Dalziel. Brillantaisia bauchiensis ingår i släktet Brillantaisia och familjen akantusväxter. Inga underarter finns listade i Catalogue of Life.